# قهوه دی اولا
قهوه دی اولا (انگلیسی: Café de olla) یک نوشیدنی قهوه سنتی مکزیکی است. برای تهیه کافه دی اولا، استفاده از ظروف سفالی سنتی ضروری است، زیرا این کار طعم خاصی به قهوه می‌دهد. این نوع قهوه عمدتاً در آب و هوای سرد و در مناطق روستایی مصرف می‌شود.